# آملی لوکس
آملی لوکس (آلمانی: Amelie Lux؛ زادهٔ ۵ آوریل ۱۹۷۷) قایقران قایق بادبانی اهل آلمان است.